# Avril 1802

## Événements

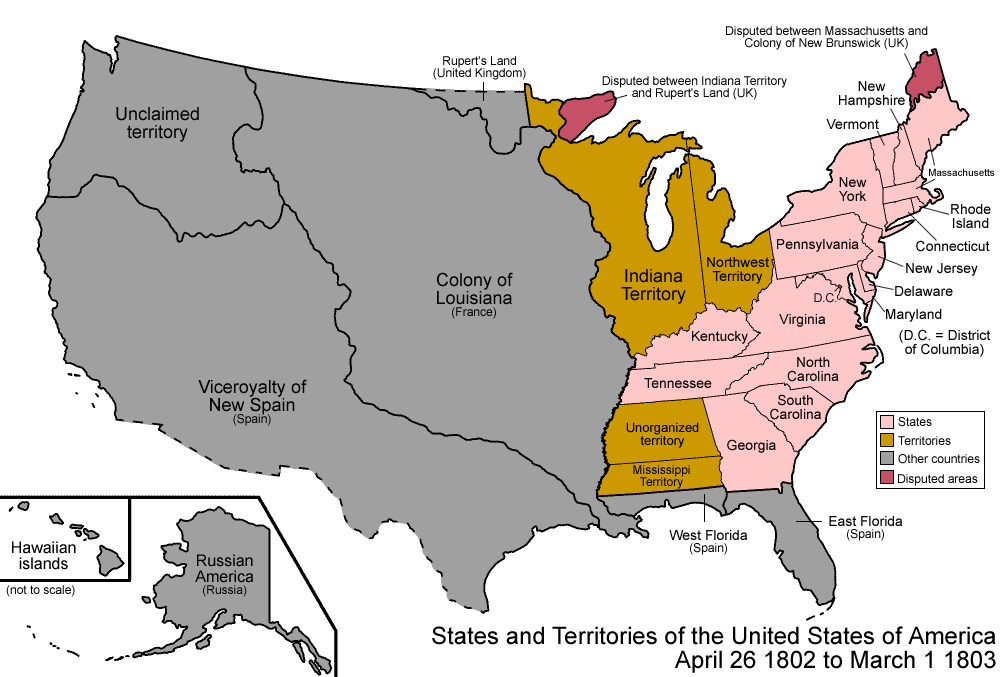
26 avril 1802 - 1er mars 1803

- 1er avril, France (10 germinal an X) : un règlement du Tribunat diminue le rôle de cette assemblée : elle délibère à huis clos et est divisée en trois sections n'entretenant pas de rapports entre elles.
- 8 avril : 
  - rencontre entre Nicolas Baudin et Matthew Flinders[1].
  - France (18 germinal an X) :
    - promulgation du Concordat signé par Napoléon Bonaparte, Premier Consul, et le pape Pie VII ; démission de tous les évêques et réorganisation des évêchés en France. Bonaparte obtient un droit de regard sur les nominations ecclésiastiques (Articles organiques). Les prêtres sont payés par l'État, le pape ayant reconnu les ventes des biens d'Église. La religion catholique est reconnue comme « celle de la majorité des Français ». Le culte protestant est reconnu officiellement et les ministres protestants sont payés par l'État;
    - vote des Articles organiques.
- 14 avril, France : publication du Génie du Christianisme.
- 18 avril, France : le Concordat est promulgué à Notre-Dame.
- 21 avril : rétablissement de l’université de Dorpat[2].
- 26 avril : 
  - La Géorgie cède finalement ses revendications occidentales, les Yazoo lands, au gouvernement fédéral ; elles deviennent un territoire non-organisé[3].
  - Le général Christophe se rallie à Leclerc[4].
  - (6 floréal an X) : un sénatus-consulte accorde l'amnistie aux émigrés et décide de la restitution de leurs biens non vendus.
- 30 avril : Enabling Act, qui autorise les habitants de l'est du Territoire du Nord-Ouest à former l'état de l'Ohio et à rejoindre les États-Unis. La loi dispose les procédures à suivre par tout territoire désirant devenir un État de l’Union. Il doit, notamment, respecter les clauses du décret de 1787 abolissant l’esclavage[5].

## Naissances
- 13 avril : Leopold Fitzinger (mort en 1884), zoologiste autrichien.

## Décès
- 18 avril : Erasmus Darwin, poète, médecin, botaniste et inventeur. (° 12 décembre 1731).
- 27 avril : Jean Antoine Rossignol, militaire français, général de la Révolution française. (° 7 novembre 1759).